# La Chapelle-en-Valgaudémar

La Fare-en-Champsaur este o comună în departamentul Hautes-Alpes, Franța. În 1 ianuarie 2022 avea o populație de 114 de locuitori.